# Antonio Bernocchi
Pour les articles homonymes, voir Bernocchi.
Antonio Bernocchi né à Castellanza le 17 janvier 1859 et mort à Milan le 8 décembre 1930 est un politicien et entrepreneur italien de l'industrie textile. Il a été un important mécène à Milan. Bernocchi a été montré comme un visionnaire, il a créé des dessins textiles et des matériaux allant des lignes de l'élégance traditionnelle, aux créations les plus innovantes, aux objets d'art du plus haut design, qui ont souvent servi d'inspiration à d'autres designers d'objets et matériaux de son temps.

## Biographie
Antonio Bernocchi est né le 17 janvier 1859 à Castellanza dans la province de Varèse  en Lombardie. Il était l'un des trois fils de Rodolfo Bernocchi et Angela Colombo. Il a étudié à la Scuola Tecnica de Busto Arsizio , mais n'a pas terminé ses études. À l'âge de quinze ans, il a travaillé pour son père dans un petit atelier textile à Legnano où, en 1898, la famille implante une usine textile qui se développe considérablement.
Faisant suite à ce succès, d'autres usines sont ouvertes à Nerviano, Cerro Maggiore et Angera.
Antonio Bernocchi devient maire de Legnano. En 1929, il est fait grand officier de l'ordre de la Couronne de l'Italie et est nommé sénateur du royaume d'Italie. Il meurt à Milan l'année suivante, le 8 décembre 1930 et est enterré dans le Cimitero Monumentale di Milano où son tombeau monumental est réalisé par l'architecte Alessandro Minali et le sculpteur Giannino Castiglioni.

## Mécénat et dons
Antonio Bernocchi a fait de nombreux dons philanthropiques. Après la défaite italienne de Caporetto en novembre 1917, il fait un don à « La Patria Riconoscente », organisation de bienfaisance au profit des anciens combattants, qui deviendra l' « Opera Nazionale Combattenti ».
Il a donné des fonds pour l'établissement ou l'expansion des écoles et des hôpitaux de Legnano, où deux écoles portent son nom. Bienfaiteur de La Scala à Milan, son don le plus important est un legs de cinq millions de lires à la ville de Milan pour la construction du Palazzo dell'Arte, l'édifice dans le Parco Sempione ou se tient l'exposition de la Triennale. Le pavillon, également connu sous le Palazzo Bernocchi, a été conçu par Giovanni Muzio et construit entre 1931 et 1933. la construction a été financée par Antonio Bernocchi et par ses frères Andrea et Michele.
La Coppa Bernocchi, une course cycliste tenue à Legnano depuis 1919, lui est dédiée.

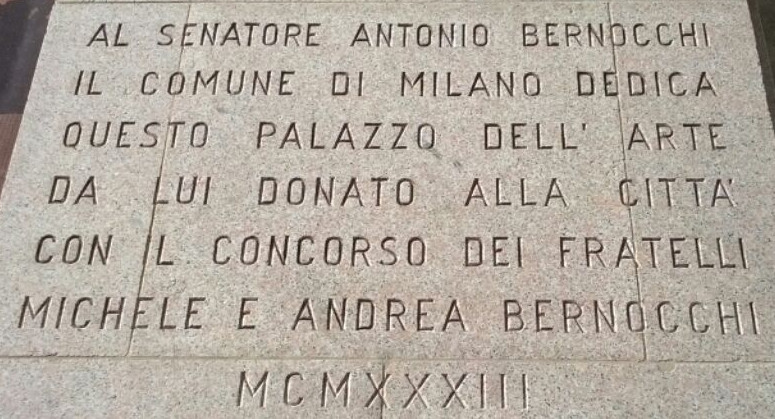
Plaque commemorative au Palazzo dell'Arte
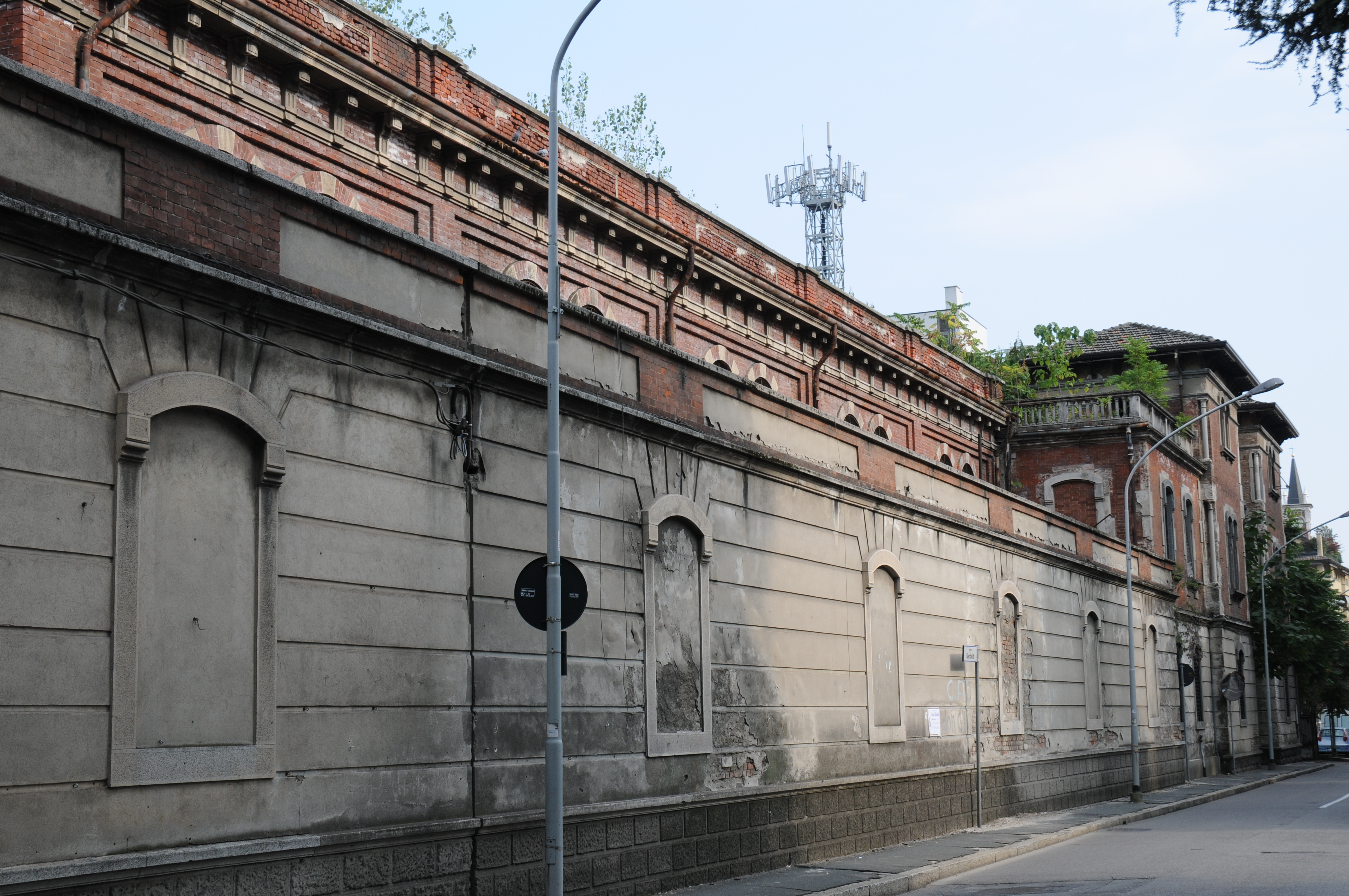
Usine textile Bernocchi à Legnano
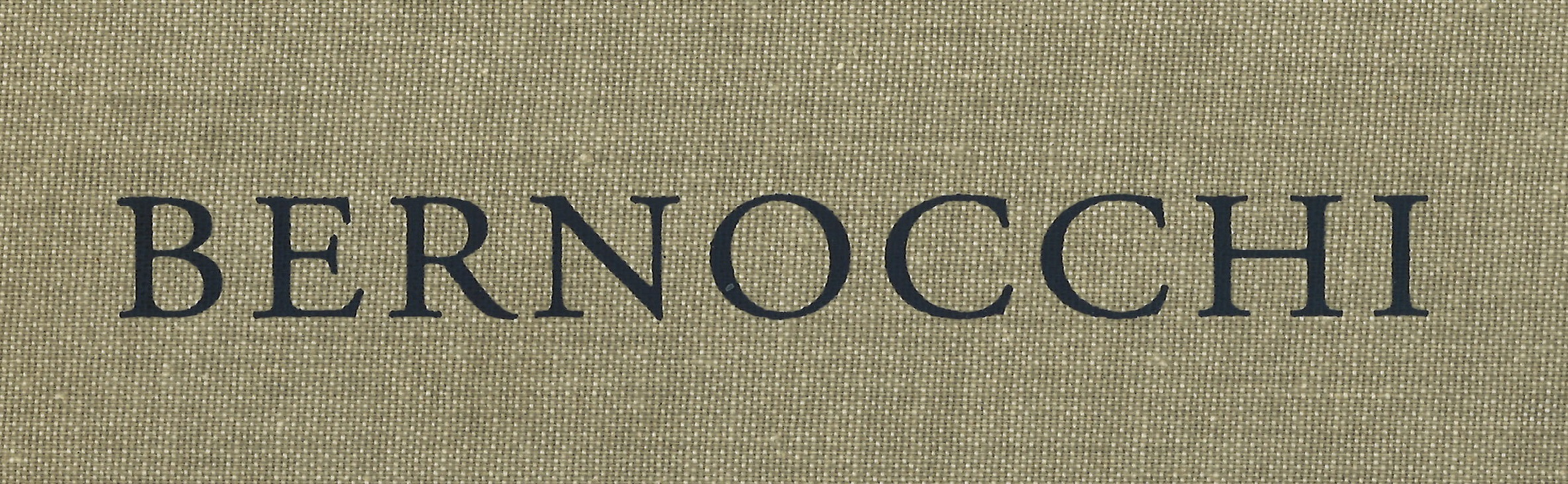
Logo BERNOCCHI sur tissu Milan 1922
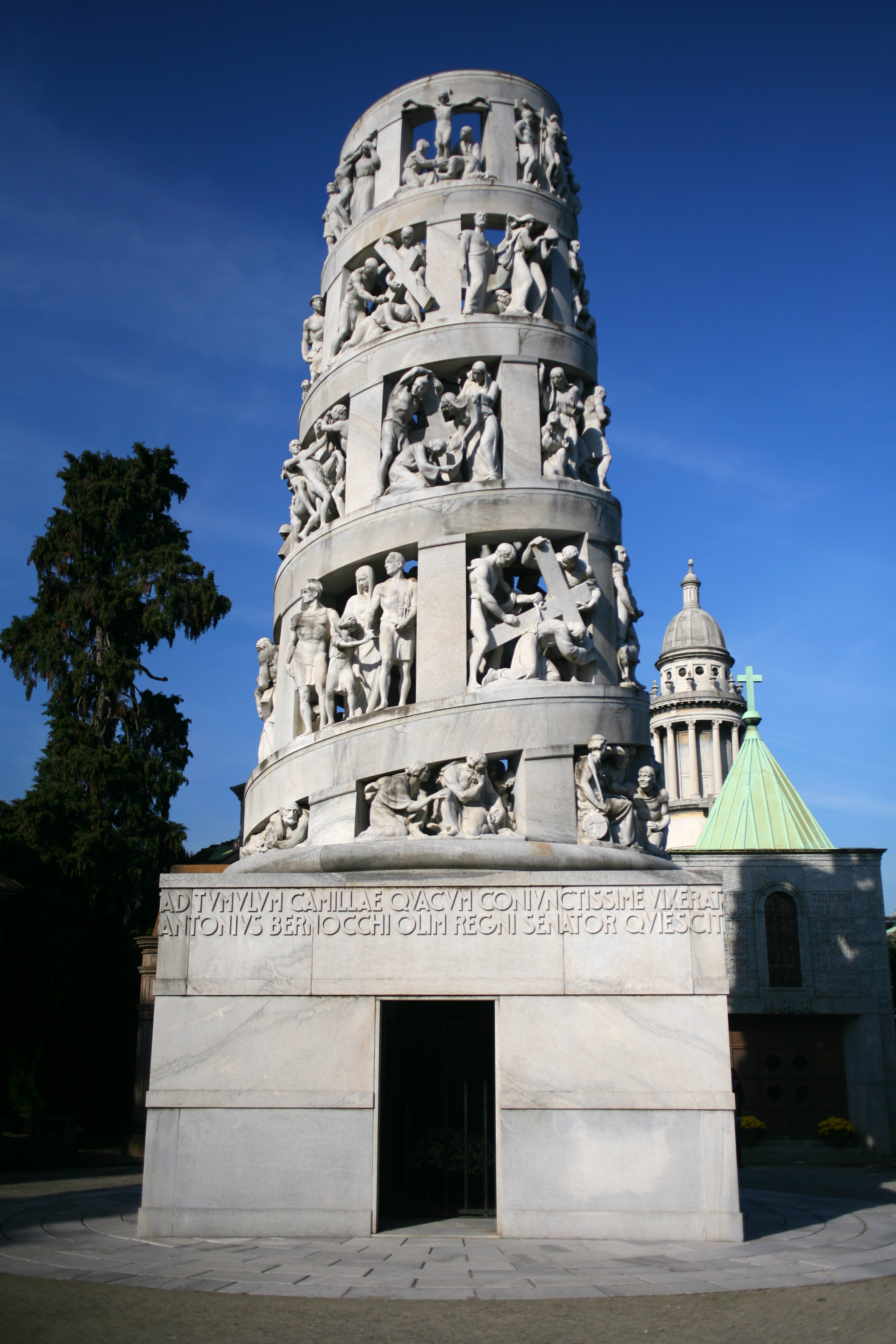
Tombeau d'Antonio Bernocchi au Cimitero Monumentale di Milano, 1936.

## Distinctions
| Ordre | Ordre                                                   | année |
| ----- | ------------------------------------------------------- | ----- |
|       | Grand officier de l'ordre de la Couronne d'Italie       | 1929  |
|       | Ordre du Mérite du travail                              | 1905  |
|       | Médaille d'or « Benemerenza della pubblica istruzione » |       |

## Source de traduction
- (en) Cet article est partiellement ou en totalité issu de l’article de Wikipédia en anglais intitulé « Antonio Bernocchi » (voir la liste des auteurs).